# Хитмен: Агент 47
„Хитмен: Агент 47“ (на английски: Hitman: Agent 47) е екшън трилър филм от 2015 г., базиран на поредицата видеоигри „Hitman“ на IO Interactive. Режисьор е Александър Бах, а сценарият е написан от Майкъл Финч и Скип Удс. Снимките на филма започват на 18 февруари 2014 г., а премиерата му в САЩ е на 21 август 2015 г.
Първоначално за главната роля е избран Пол Уокър, но след смъртта му ролята е поверена на Рупърт Френд.